# Michael Obert

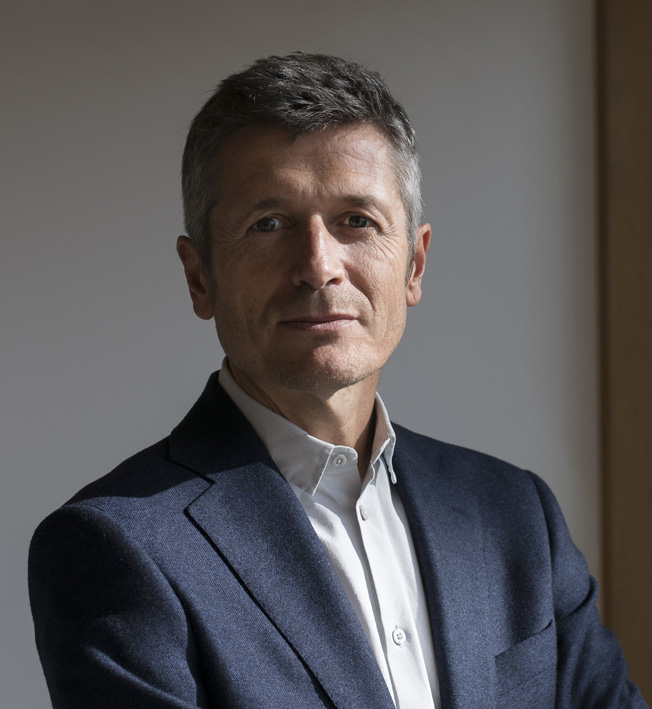
Michael Obert (2017)

Michael Obert (* 30. April 1966 in Breisach am Rhein) ist ein deutscher Journalist und Buchautor. In seinen Büchern und Reportagen verarbeitet er seine ausgedehnten Reisen und seine Recherchen in Krisen- und Kriegsgebieten. Sein Dokumentarfilm Song from the Forest wurde 2013 mit mehreren Filmpreisen ausgezeichnet.

## Wirken
Michael Obert hat als vielfach ausgezeichneter Journalist, Buchautor und Regisseur mehr als zwei Jahrzehnte aus Krisen- und Kriegsgebieten berichtet, vor allem aus Afrika und im Nahen Osten. Seine Bücher und Reportagen widmen sich vor allem dem Thema des Reisens sowie der Beschreibung fremder Welten aus der Innenansicht. Sein Werk speist sich aus zahlreichen ausgedehnten Reisen nach Afrika, Lateinamerika und in die islamische Welt, nach Zentralasien und in den Südpazifik. Seine Reportagen sind erschienen in Süddeutsche Zeitung Magazin, ZEITmagazin, Die Zeit, GEO, und Greenpeace Magazin.
In seinem Bestseller Regenzauber beschreibt er seine siebenmonatige Reise von der Quelle bis zur Mündung des Niger in Westafrika.
Song from the Forest ist ein Dokumentarfilm über den Amerikaner Louis Sarno, der seit 25 Jahren im zentralafrikanischen Regenwald unter Bayaka-Pygmäen lebt und mit seinem dort geborenen Sohn eine Reise nach New York City unternimmt.  Er wurde auf dem International Documentary Film Festival Amsterdam 2013 uraufgeführt und dort mit dem „Award for Best Feature-Length Documentary“ ausgezeichnet. Song from the Forest wurde außerdem mit dem Deutschen Dokumentarfilmpreis 2015 ausgezeichnet und schaffte es 2016 in die Vorauswahl für die Oscars.

## Bücher
- Im Reich des Todes, Dumont 2017, ISBN 978-3-652-00375-9
- Chatwins Guru und ich. Meine Suche nach Patrick Leigh Fermor, Neuer Malik Verlag, 2009, ISBN 978-3-89029-371-4
- Die Ränder der Welt, Neuer Malik Verlag, 2008, ISBN 3-89029-353-0
- Regenzauber. Auf dem Fluss der Götter, Droemer Verlag, 2003, ISBN 978-3-426-27315-9
- Persien. Kultur und Kunst zwischen Orient und Okzident, Belser-Verlag, 1999, ISBN 978-3-7630-2251-9
- Gesichter des Islam. Ausgewählte Reisereportagen aus der islamischen Welt, Nomad-Verlag, 1999, ISBN 978-3-9806538-0-0

## Dokumentarfilm
- 2013: Song from the Forest, Drehbuch und Regie Michel Obert

## Auszeichnungen
- 2018: Liberty Award für Die Menschenfänger[21] (Süddeutsche Zeitung Magazin Nr. 23/2017)
- 2018: European Press Prize, Distinguished Reporting Award für Die Menschenfänger[22] (Süddeutsche Zeitung Magazin Nr. 23/2017)
- 2017: Amnesty International Marler Medienpreis Menschenrechte für Der Fluch der weißen Haut[23] (Süddeutsche Zeitung Magazin Nr. 14/2015)
- 2017: Pulitzer Center on Crisis Reporting, International Journalism Grant[24]
- 2015: Deutscher Dokumentarfilmpreis für Song from the Forest[25]
- 2014: Grand Prix für Song from the Forest, Planete+Doc International Film Festival Warschau/Wrocław[26]
- 2013: IDFA Award for Best Feature-Length Documentary für Song from the Forest, International Documentary Film Festival Amsterdam 2013
- 2013: Otto-Brenner-Preis für kritischen Journalismus für die Reportage Im Reich des Todes über Menschenhandel und Folter afrikanischer Migranten im Sinai (Süddeutsche Zeitung Magazin 29/2013)
- 2013: Leuchtturm-Preis für besondere publizistische Leistungen (zusammen mit dem Fotografen Moises Saman)
- 2012: Deutscher Reporterpreis in der Kategorie Beste freie Reportage